# Selemdzjacultuur
De Selemdzjacultuur (Russisch: Селемджинская культура, Selemdzjinskaja koeltoera) is een laatpaleolithische cultuur van de kraj Amoer in Siberië, Rusland, gedateerd 25-10.000 jaar BP. Ze werd geïdentificeerd in de jaren tachtig van de 20e eeuw op basis van onderzoek van een reeks sites in het stroomgebied van de Selemdzja, een linker zijrivier van de Zeja: Abajkan, Barkasnaja Sopka I-IV, Vedjaginskaja Sopka, Vedjaginski Kljoetsj, Garskaja Protoka I-II, Zmejnaja Sopka, Pologaja Sopka, Stvor 53, en Oest-Oelma I-III.
De cultuur kan worden verdeeld in vier fasen. De stenen werktuigen kenmerken zich door een combinatie van wigvormige, prismatische microkernen, evenals varianten van subprismatische afslagen van kiezelsteen. De toolkit bevat vuistbijlen, schrapers, eindschrapers, stekers, verschillende gereedschappen op basis van geretoucheerde klingen en afslagen, enz. 
Aardewerk dat werd aangemerkt als behorend tot de Selemdzjacultuur werd op de Oest-Oelma-1-site gevonden in de lagen van de vierde fase van de cultuur, welke teruggaat tot 12.000-10.500 BP. Radiokoolstofanalyse van de organische component van de aardewerkmassa leverde data op van 8.900 tot 12.590 BP. 
De steeninventaris van de vierde fase omvat kernen volgens de parallelle afslagmethode met enkel en dubbel platform, enkel- en dubbelzijdig uiteinde, wigvormig, verschillende schijfvormige kernen, en microprismatische kernen. De vierde en gedeeltelijk derde fasen van de Selemdzjacultuur lopen synchroon met de Osipovka- en Gromatoecha-culturen.
De cultuurdragers werden geassocieerd met de voorouders van de Joekagieren, die het Siberische Noordpoolgebied aan het begin van het Holoceen (na de ijstijd) opnieuw koloniseerden. 